# أوريل توما
أوريل توما (بالرومانية: Aurel Toma)‏ مواليد 30 يوليو 1911 في باباداغ، رومانيا - الوفاة 25 أغسطس 1980 في أوكسنارد، كان ملاكم محترف روماني صنّف ضمن فئة وزن الديك.

## المسيرة الاحترافية
من نزالاته:
- انتصر على فيكتور بيريز (03-12-1938).
- انتصر على بيني لينش بالضربة القاضية (03-10-1938).

## إحصائيات
خاض خلال مسيرته 74 نزالا، فاز في 48 وتعادل في 11 وخسر في 15. فاز بالضربة القاضية في 16 نزالا.

## روابط خارجية
- أوريل توما على موقع بوكس ريك (الإنجليزية) (registration required)